# Oberweiler-Tiefenbach
Oberweiler-Tiefenbach is een plaats in de Duitse deelstaat Rijnland-Palts, en maakt deel uit van de Landkreis Kusel.
Oberweiler-Tiefenbach telt 264 inwoners.

## Bestuur
De plaats is een Ortsgemeinde en maakt deel uit van de Verbandsgemeinde Lauterecken-Wolfstein.
Adenbach ·
Albessen ·
Altenglan ·
Altenkirchen ·
Aschbach ·
Bedesbach ·
Blaubach ·
Börsborn ·
Bosenbach ·
Breitenbach ·
Brücken ·
Buborn ·
Cronenberg ·
Deimberg ·
Dennweiler-Frohnbach ·
Dittweiler ·
Dunzweiler ·
Ehweiler ·
Einöllen ·
Elzweiler ·
Erdesbach ·
Eßweiler ·
Etschberg ·
Föckelberg ·
Frohnhofen ·
Ginsweiler ·
Glan-Münchweiler ·
Glanbrücken ·
Gries ·
Grumbach ·
Haschbach am Remigiusberg ·
Hausweiler ·
Hefersweiler ·
Heinzenhausen ·
Henschtal ·
Herchweiler ·
Herren-Sulzbach ·
Herschweiler-Pettersheim ·
Hinzweiler ·
Hohenöllen ·
Homberg ·
Hoppstädten ·
Horschbach ·
Hüffler ·
Jettenbach ·
Kappeln ·
Kirrweiler ·
Konken ·
Körborn ·
Kreimbach-Kaulbach ·
Krottelbach ·
Kusel ·
Langenbach ·
Langweiler ·
Lauterecken ·
Lohnweiler ·
Matzenbach ·
Medard ·
Merzweiler ·
Nanzdietschweiler ·
Nerzweiler ·
Neunkirchen am Potzberg ·
Niederalben ·
Niederstaufenbach ·
Nußbach ·
Oberalben ·
Oberstaufenbach ·
Oberweiler im Tal ·
Oberweiler-Tiefenbach ·
Odenbach ·
Offenbach-Hundheim ·
Ohmbach ·
Pfeffelbach ·
Quirnbach/Pfalz ·
Rammelsbach ·
Rathsweiler ·
Rehweiler ·
Reichweiler ·
Reipoltskirchen ·
Relsberg ·
Rothselberg ·
Ruthweiler ·
Rutsweiler am Glan ·
Rutsweiler an der Lauter ·
Sankt Julian ·
Schellweiler ·
Schönenberg-Kübelberg ·
Selchenbach ·
Steinbach am Glan ·
Thallichtenberg ·
Theisbergstegen ·
Ulmet ·
Unterjeckenbach ·
Wahnwegen ·
Waldmohr ·
Welchweiler ·
Wiesweiler ·
Wolfstein